# Rupert Huter

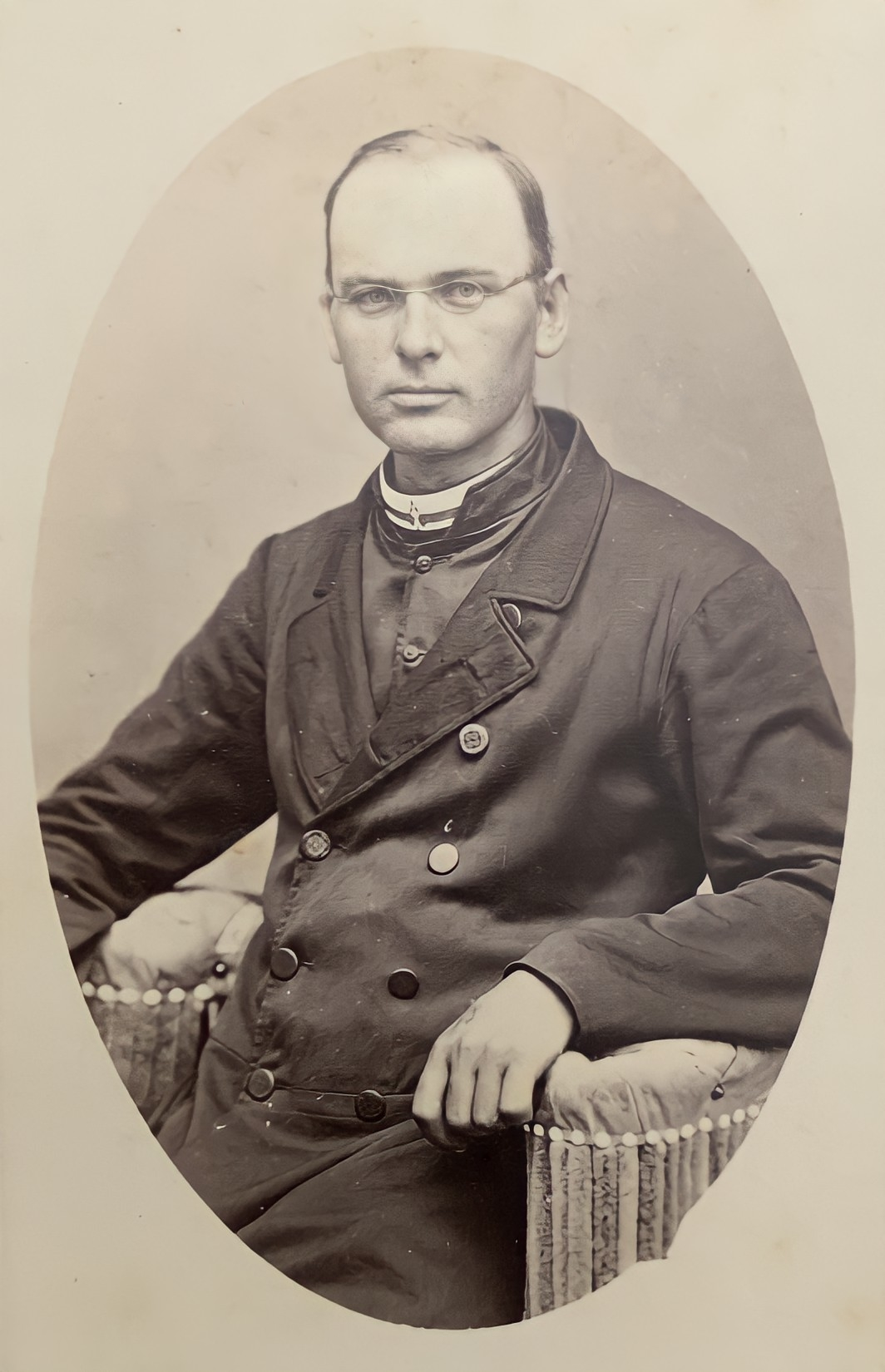
Rupert Huter

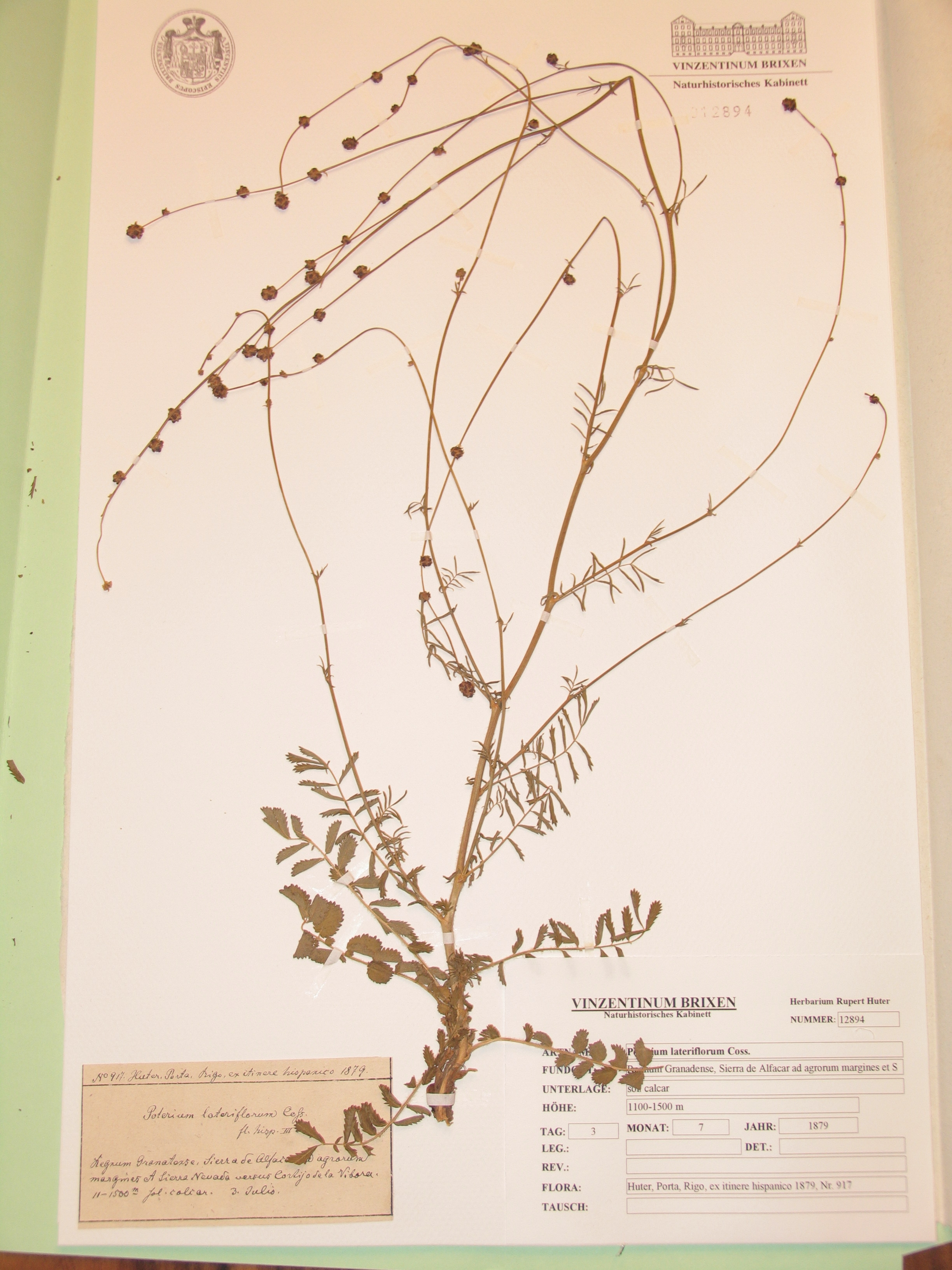
Restaurierter Herbarbogen von Rupert Huter

Rupert Huter (* 26. September 1834 in Kals in Osttirol; † 11. Februar 1919 in Ried bei Sterzing) war ein österreichischer katholischer Priester, Kooperator und Botaniker. Er vermachte dem Vinzentinum in Brixen ein für die wissenschaftliche Forschung bedeutendes Herbarium.
Sein offizielles botanisches Autorenkürzel lautet „Huter“.

## Leben und Wirken
Ruper Huter wurde am 26. September 1834 als Sohn eines Bauern in Kals geboren. Er besuchte die Grundschule in seinem Heimatdorf und anschließend das Gymnasium der Augustiner in Brixen in Südtirol. 1854 legte er die Matura am Franziskanergymnasium in Bozen ab. Nach Abschluss seines Theologiestudiums wurde er in Brixen am 25. April 1858 zum Priester geweiht. Im Jahr darauf beendete er seine theologischen Studien in Brixen und wurde Hilfspriester in St. Jakob in Defereggen. Anschließend wirkte er als Kooperator, zunächst von 1861 bis 1863 in Ahrn, 1863 bis 1864 in Oberlinz, 1864 bis 1867 in Obergsies, 1867 bis 1871 in Antholz, 1871 bis 1877 in Sexten und 1878 bis 1881 in Sterzing. 1881 war Huter als Expositus im Jaufental tätig, bis er 1884 eine Stelle als Kurat in Ried bei Sterzing antrat, wo er bis zu seinem Tod blieb.
Huter war ein leidenschaftlicher Pflanzensammler und Autodidakt auf dem Gebiet der Botanik und erforschte die Flora Tirols und Mitteleuropas. Gemeinsam mit den Botanikern Pietro Porta (1832–1923) und Giorgio Rigo reiste er durch Südtirol sowie 1877 nach Unteritalien und 1879 nach Spanien. Huter nutzte diese Reisen, um seinen Herbarien weitere Exemplare hinzufügen. Hinzu kamen Funde, die Porta und Rigo auf weiteren Expeditionen bis hin zu den Balearen (1885) machten. Außerdem führte Huter einen regen Kauf- und Tauschhandel mit getrockneten Pflanzen und verschickte von 1862 bis 1898 entsprechende Listen an seine Geschäftspartner.
Huter machte sich um die Erforschung der Pflanzenwelt der Ostalpen verdient, entdeckte neue Standorte und Arten. Sein besonderes Interesse galt den Tiroler Arten der Gattungen Hieracium und Salix.

## Herbarium Huteri
Im Auftrag des  Fürstbischofs Vinzenz Gasser trug Huter eine Sammlung von rund 17.000 verschiedenen Arten für das Vinzentinum zusammen und dokumentierte sie 1909 in einem handschriftlichen Katalog. Gefördert wurde er durch Professor Johann Vinzens Hofmann und Direktor Gregor Bechlechner. Das Herbarium Huteri enthält zahlreiche Typus-Exemplare, insbesondere der Gattung Hieracium, und stellt eine bedeutsame Quelle für die gegenwärtige Erforschung der mitteleuropäischen Flora dar. Ab 1996 wurde das Herbarium vom Tiroler Landesmuseum restauriert und digitalisiert. Da das Vinzentinum die zunehmenden Kosten nicht mehr tragen konnte, schloss es 2009 eine Vereinbarung mit der Südtiroler Landesregierung, welche die Finanzierung übernahm. Im Gegenzug erhielt das Land Südtirol das Herbarium Huteri als kostenlose Leihgabe für 99 Jahre. Ab 2011 beteiligte sich ein zusätzliches Restaurierungsteam am Naturmuseum Südtirol an den Arbeiten, die 2016 zum Abschluss gebracht werden konnten. Das Herbarium Huteri wird als Dauerleihgabe im Naturmuseum Südtirol aufbewahrt.

## Ehrungen
Nach Huter ist die Pflanzengattung Hutera Porta aus der Familie der Kreuzblütler (Brassicaceae) benannt.

## Schriften
- Flora der Gefäßpflanzen von Höhlenstein und der nächsten Umgebung. Sexten 1872.
- Herbarstudien. Wien 1908.